# Ulf Risnes
Ulf Risnes, né le 2 décembre 1960, est musicien, producteur et auteur-compositeur norvégien. Membre de formations telles que Motorpsykkel et Revolver, il est surtout connu comme chanteur, guitariste et parolier du groupe Tre Små Kinesere. Il se produit également en tant qu'artiste solo.
Outre ses activités à la radio  NRK P3, il travaille également comme producteur pour d'autres artistes, notamment Postgirobygget et Malin Reitan.

## Carrière

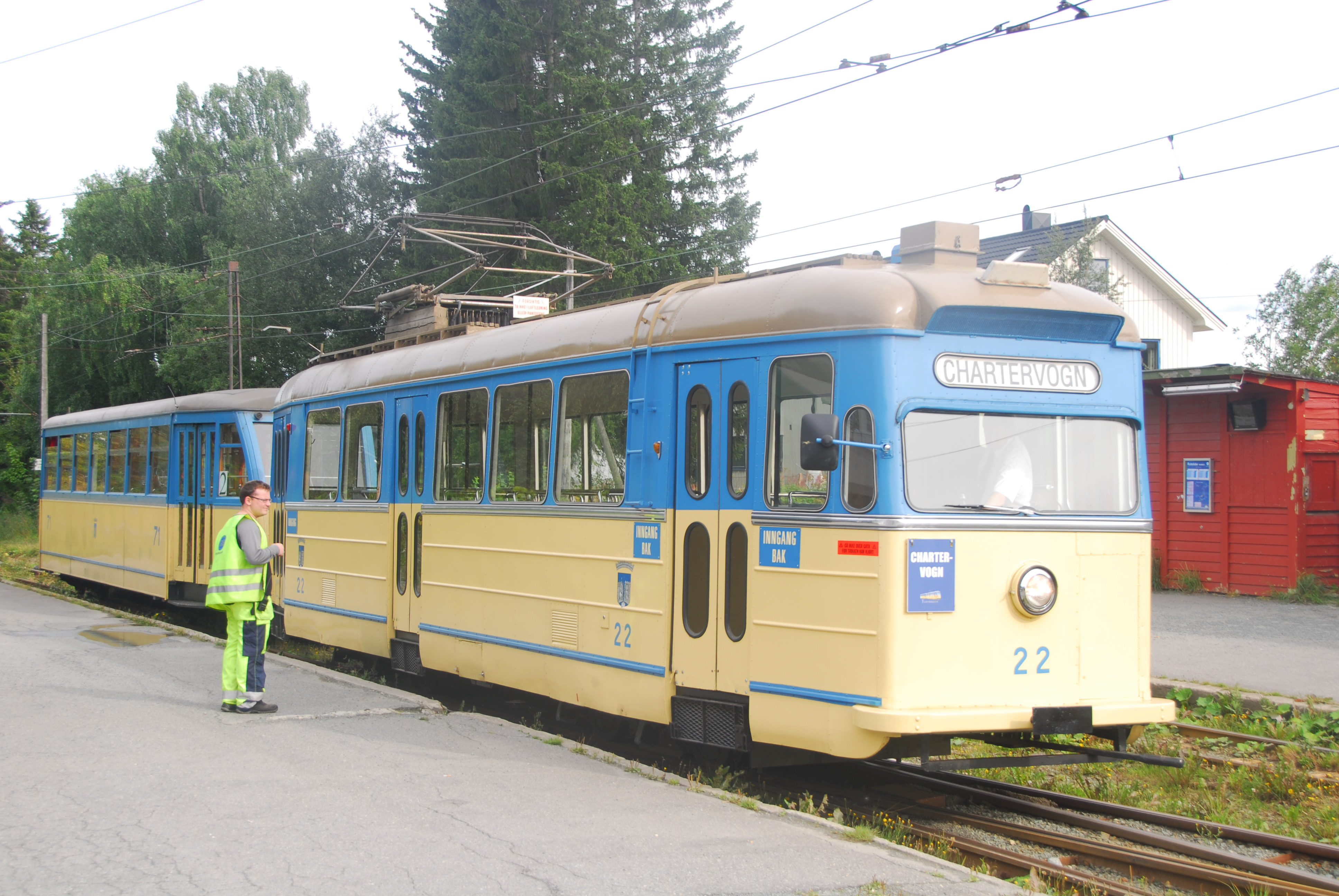
Munkvoll est desservi par le tramway de Trondheim

Ulf Risnes naît et grandit à Munkvoll, un quartier résidentiel de Trondheim.

### Det GurglesetHelter Skelter(1976-1987)
Alors lycéen, il assiste aux répétitions d'un groupe local pop, Det Gurgles. Le groupe se compose d'Anders Haagensli, Bjørn Erik Munkvold, Knut Maarud Juel, Ulf Risnes finit par intégrer le groupe comme parolier puis chanteur. Il y reste deux ans, jusque vers la fin de ses années au lycée. 

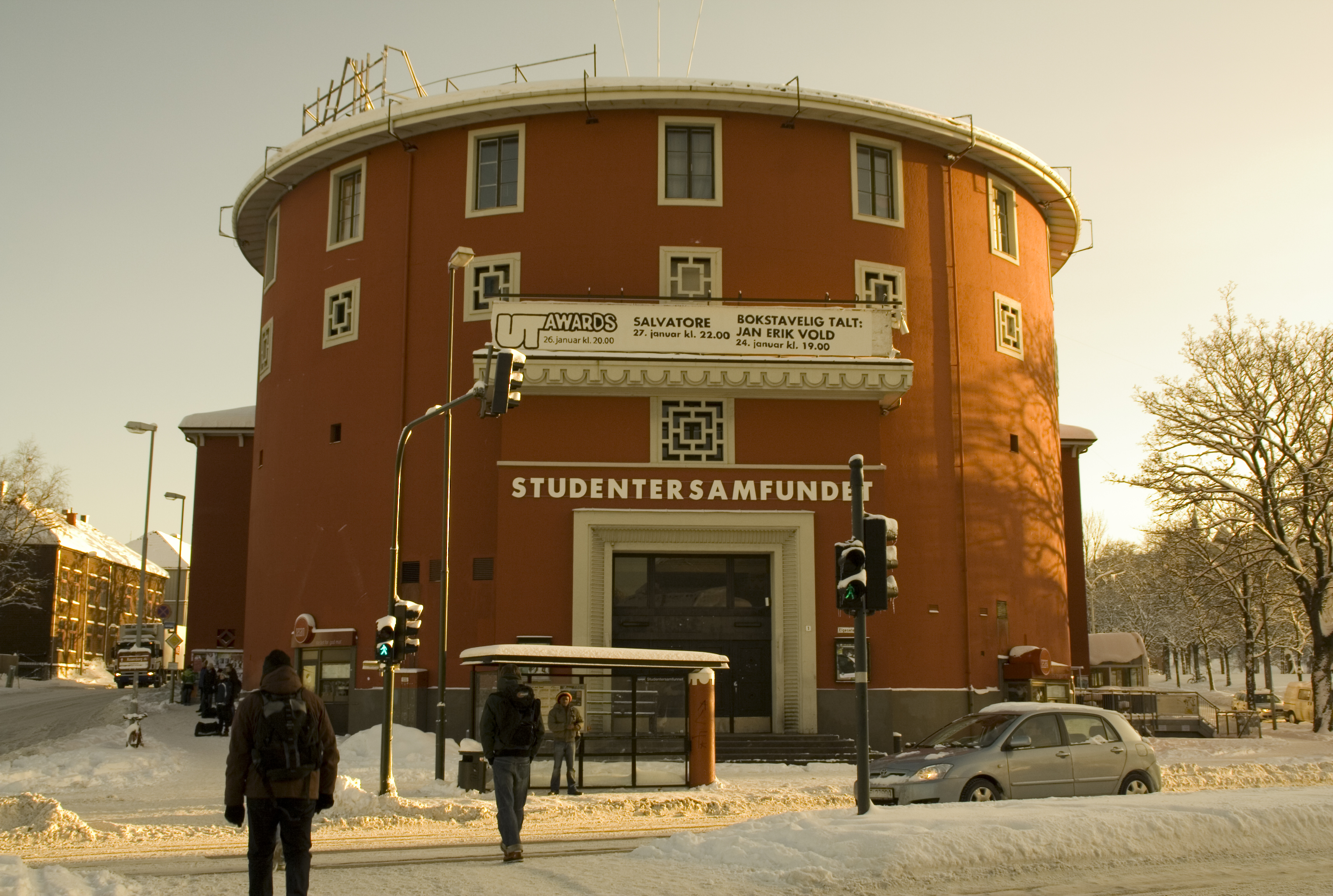
Rotonde de la Studentersamfund, lieu des concerts de Helter Skelter

En 1984, il rejoint le groupe Helter Skelter composé de Lars Olufsen, Steinar Vikan, Bror Frode Karlsson et Ragnar Wold. À l'instar d'Ulf Resnes, ils sont tous musiciens issus d'autres groupes préexistants tels De Elektriske Kjøkken et Liljedugg. Le groupe est nettement orienté rock et donne plusieurs concerts dans le milieu étudiant, notamment à la Studentersamfund à Trondheim. Le groupe se sépare en 1987,.

### Tre Små Kinesere(1990-2005)
Ce n'est toutefois qu'en tant que chanteur et guitariste au sein de Tre Små Kinesere (« Trois Petits Chinois ») qu'Ulf Risnes se fait connaître d'un public plus large. le groupe est un trio composé d'Ulf Risnes, Bård Slagsvold et Øystein Hegge. Leur premier album, 365 fri, leur ouvre la voie au succès dès 1990 et à une série d'albums qui s'enchaînent à rythme régulier tout au long de la décennie : Luftpalass (« palais des airs ») paru en 1991, Vær sær (« vivez décalé ») en 1992, Hjertemedisin (« médecine du cœur ») en 1994, Tro Håp og Kjjærlighet(« croyance, espoir et amour ») en 1996 et Storeslem (« grand chelem ») en 1998...
Au milieu des années 1990, Ulf Risnes fait la rencontre avec un groupe de musiciens, étudiants à la NTNU de Trondheim, Les jeunes musiciens disposent déjà de deux démos auto-produites. Ulf Risnes décide de produire le premier album de Postgirobygget (et les suivants) Melis, dont il coécrit un des titres, Engel (« ange ») avec le parolier et leader du groupe, Arne Hurlen, chanteur et guitariste comme lui. C'est le début d'une longue et fidèle collaboration.

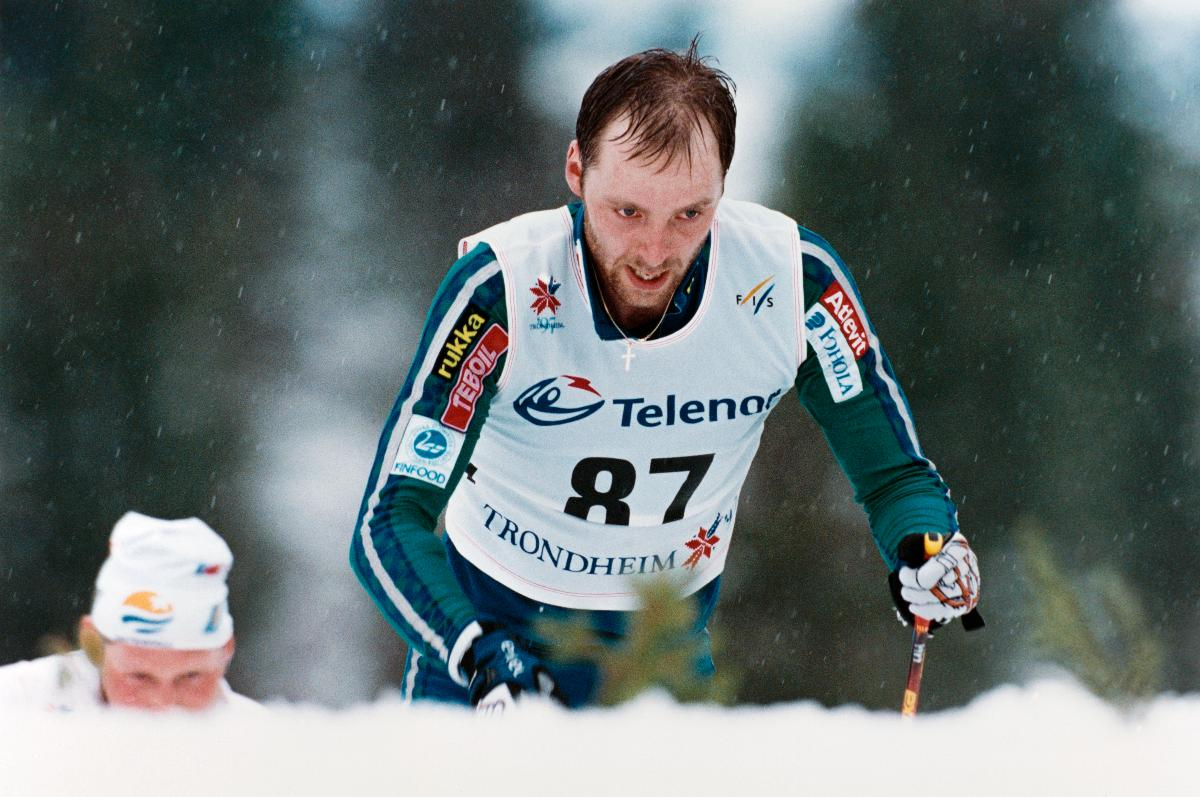
Ski nordique à Trondheim

À la fin des années 1990, Ulf Risnes compose le trio B.R.A. avec Bjarne Brøndbo et Åge Aleksandersen, et dont l'association des trois noms donne l'acronyme B.R.A. (signifiant « super ! »). Le trio interprète le tube Snørosa (« rose des neiges ») à l'occasion des Championnats du monde de ski nordique en 1997 qui ont lieu chez lui, à Trondheim.

### Carrière solo et casquette de producteur (2005-2009)
Après sa décision de faire une pause de Tre Små Kinesere, en février 2005, Ulf Risnes commence son premier album solo, Ingen andre (« sans personne d'autre ») qui paraît en février 2007. Entre-temps, il reçoit le Kardemommestipend en 2006. Deux ans plus tard, en 2008, il reçoit le prix de la culture de la municipalité de Trondheim, accompagné d'une bourse d'artiste de 150 000 couronnes norvégiennes,.
Durant cette période de pause, Ulf Risnes œuvre essentiellement en qualité de producteur. Il exerce également pour le Melodi Grand Prix Junior, qui ouvre au vainqueur les portes de la candidature norvégienne au concours Eurovision de la chanson junior. Ainsi il s'occupe du groupe same, The BlackSheeps et de leur hit de 2008 en Norvège intitulé Oro jaska beana à la suite de leur participation remarquée au Grand Prix junior.
Un album en duo avec Øyvind Holm : Safe And Sorry (2009).

### Retour desTre Små Kinesere(2010)
L'année 2010 voit le trio Tre Små Kinesere se remettre en selle avec une nouvelle composition des membres (Risnes, Hegge et le bassiste Truls Waagø) et le titre Kjærlighet på tunga (« l'amour sur le bout de la langue »).

### ProjetURverk(2021)
En 2021, Ulf Risnes sort 12 albums de la série URverk, avec de la musique qu'il a enregistrée dans ses premières années, entre 1977 et 1988,.

## Distinctions
- 2006 : bourse Cardamome de la société des auteurs-compositeurs norvégienne (NOPA)[16] ;
- 2008 : prix culturel de la municipalité de Trondheim[17],[24].

## Discographie

### Éditions en solo

#### Albums
- 2007 : Ingen andre[25] ;
- 2009 : Safe and Sorry (2009), avec Øyvind Holm[26]

#### Singles/EP
- 1996 : Snørosa, avec Åge Aleksandersen et Bjarne Brøndbo[15],[27],[28] ;
- 1996 : Gamle moder jord, avec Kyrre Fritzner et Lars Lillo-Stenberg sous le pseudonyme Kul ;
- 2000 : Den jule Rosenborgsangen, avec Knutsen & Ludvigsen[29],[30] ;
- 2008 : The Day I Fell to Earth, avec Øyvind Holm ;
- 2016 : U ;
- 2016 : L

### Tre Små Kinesere

#### Albums
- 1990 : 365 fri[7],[31],[32] ;
- 1991 : Luftpalass[8],[33],[34] ;
- 1992 : Vær sær[9],[35],[36] ;
- 1994 : Hjertemedisin[10],[37],[38] ;
- 1996 : Tro håp & kjærlighet[11],[39] ;
- 1998 : Storeslem[12],[40] ;
- 1998 : Ultralyd[41] ;
- 2002 : De aller beste fra Tre Små Kinesere[42] ;
- 2003 : Gammel sykkel[43] ;
- 2010 : Kjærlighet på tunga[20] ;
- 2011 : I Live[44] ;
- 2014 : Usynlig[45] ;
- 2017 : OK! Kompis[46],[47] ;
- 2020 : Drømmeanker[48] ;
- 2023 : Nærbilda Av Oss[49]

#### Singles
- 1989 : Hei verden / Sorte tyr[50],[51],[52] ;
- 1989 : Ingen blir igjen[53] ;
- 1990 : Soleplassland / Råkkenråll kontråll[54] ;
- 1990 : Salig / Kjærlighet[55] ;
- 1990 :  Kjærlighet / These Boots
- 1991 : Øldorado / (fr) Interdit[56] ;
- 1991 : Café yé yé/Gress[57] ;
- 1992 : Store ord/Utenbys/Bla bla ukebla[58] ;
- 1992 : Bare på film (bare på Radio)[59] ;
- 1992 : Faren min/Vallset-sangen/Blindmann[60]
- 1994 : Agnar Mykle/Jævel på lur / Soleplassland[61] ;
- 1994 : Klassebildet / Vinkemannen[62] ;
- 1995 : Hjertemedisin/Vera[63] ;
- 1996 : Dørstokkmila[64] ;
- 1996 : Ikke vær dum/Hopp i havet / Camera[65] ;
- 1998 : Min skatt[66] ;
- 1998 : Skarpe skår, avec Rita Eriksen[67] ;
- 2002 : Naturens lover[68] ;
- 2002 : Gammel sykkel
- 2010 : Gode daga[69]
- 2010 : Ankerfeste[70]
- 2013 : Tredve varmegrader kaldt
- 2017 : Det har vi aldri glemt
- 2019 : Det ska du få mæ te å tru

#### EP
- 1988 : Tre Små Kinesere[71]
- 1996 : Mot riving av Svartlamon[72], avec Motorpsycho

### Det Gurgles
- 1982 : Trude/Vil du være nåla mi?[73]
- 2013 :  Gurgles[74]

### Helter Skelter
- 1986 : Peyote / Hole in My Pocket
- 1999 : Liliedugg / Helter Skelter
- 2004 : Out of Range (album)

### Projet URverk
- 2021 : Ei kasse pils[75]d'Ulf Rivnes & Det Gurgels (URverk 3)
- 2021 : Wrong Side of the River[76]d'Ulf Rivnes & Det Gurgels (URverk 4)
- 2021 : 7045 Munkvoll[77] d'Ulf Rivnes & Det Gurgels (URverk 5)
- 2021 : Dreamland[78] d'Ulf Rivnes & Det Gurgels (URverk 6)
- 2022 : Imagemagi[79] d'Ulf Rivnes alias Flu (URverk 9)

### Autres participations en tant qu'artiste

#### Groupe
- Det Gurgles (1978 - 1982)
- Helter Skelter (1984 - 1987 et 2004)
- Tre Små Kinesere (1988 - 2005 puis 2010-)
- Motorpsykkel[d][80]
- Revolver[81]

### Autres participations en tant que producteur
(Noms classés selon l'ordre alphabétique norvégien) 

#### Pour le compte d'artistes individuels
- Åge Aleksandersen :
  - Lys og varme – VM-komponistens beste gjennom 30 år[82] (1996) ; Flyg av sted[83] (1999) ; Myggen[84] (2000) ; Mit danske eventyr[85] (2000) ; Sommer[86] (2000) ; Gamle ørn[87] (2000) ; Åge Original[88] (2001) ; Gull[89] (2005) ; Åge-boks II[90] (2009) ;
- Solveig Bergslid :
  - Hæm (2017) ; Tofotsats (2017) ; På egen sjø (2017) ; Kvitveisvise (2018) ; Sjå me (2018) ;  Leva (2018, single) ; Julsong frå Nordmør (2018) ; Leva[91] (2018) ; Våren (2019)
- Eivind Bjerksetmyr : Innerst inni (2015) ;
- Candiss med Grete Wennes : Viser fra gærne jenter (1994)
- Charlotte Audestad : Bare si ja (2017)
- Carina Dahl : Hurricane Lover – Acoustic Sessions (2015)
- Diesel & Carina Dahl med Hardcore Trubadours : Somethin' Stupid (2015)
- Øystein Dolmen :
  - Sammen (2007) ; Hjertespeil (2007)
- Gil Edwards :
  - The Edge (2006) ; Mayday Situation[92] (2006)
- Ingrid Eggen Vårvik : Jul i det stille (2013)
- Thorbjørn Egner-hyllest : Vi har den ære – en hyllest til Thorbjørn Egner (2012)
- Are Hembre : Jul – I skyggen tå et tårn (2013)
- Christin Hoff : På den andre sida[93] (2000)
- Gustav Lorentzen : Bli blid! (1990)
- Malin :
  - Malin på månen[94] (2006) ; Pang![95] (2008) ; Malin[96] (2009) ; Paradis[97] (2011)
- Merethe (Trøan) : Søtt & salt[98] (1996)
- Frithjof Riis :
  - Rop på sommer'n (2009) ; Våren er din (2019) ; Liljeklang[99] (2019)
- Hans Rotmo :
  - Digerhalsen skal på fest[100] (2000) ; Spæll åt mæ – Oppsummering av Hans Rotmos musikk: 1974–2003[101] (2003)
- Hans Rotmo med Skrujern : Bønder i solnedgang[102] (2000)
- Klaus Sonstad :
  - Jeg har tenkt (2008) ; Indianer Cowboy[103] (2008)
- Sopp Tape : En tur med Herr Flein – Dop i norsk rock[104] (1993)
- Grete Storbæk Eriksen : To roser (2007)
- Siv-Anita Strickert :
  - Fang tyven[105] (2005) ; Tusleritass (2005)[106] ; Kom sol[107] (2007) ; Kom sol[108] (2008) ;
- Syvsover : Til Birkelunden[109] (2012)
- Terje Tysland : 
  - Dægger'n ka stilig/Likar i morra[110] (2000) ; Din jævel![111] (2000) ; 25 år med gitter og stas[112] (2002) ; Gull[113] (2005)

#### Pour le compte de groupes
- Ad Libitum : Trønder (2007)
- Adamseplene : Adamseplene.no[114] (1999)
- Batteri : Batteri (2010)
- The BlackSheeps :
  - Edwin (2009) ; Blacksheeps[115] (2009)
- Cantus :
  - Ledig[116] (2001) ; Rætt hjæm[117] (2007)
- Chronicles : De la Buvette[118] (2012)
- Den akustiske gitarliga : Den akustiske gitarliga presenterer[119] (1988)
- Gluntan : 
  - Konjakk og gitarspæll[120] (2005) ; Gluntan i 40 år[121] (2005)
- Kystfolket : Kystfolket[122] (2014)
- Marcus & Martinus : Hei[123] (2013)
- Pirum :
  - Svett[124] (1994) ; Pirums nyter livet[125] (1999) ;
- Postgirobygget :
  - Sløv uten dop[13] (1996) ; Bohemen leve[126] (1996) ; Idyll[127] (1996) ; Melis[13] (1996) ; Essensuell[128] (1997) ; En solskinnsdag[129] (1997) ; Lei av å bli lurt[130] (1997) ; Hva gjør vi nå da[131] (1998) ; Bulldozer[132] (1999) ; Hvordan går det med deg[133] (1999) ; Supertanker[134] (1999) ; Best av alt[135] (2003) ; Gull[136] (2005) ; Sommer i Norge[137] (2013, single) ;  Amerika[138] (2013) ; Sommer i Norge[139] (2013) ;
- Skrujern : Fakta og følelser[140] (2004)
- Soda :
  - Forever[141] (1998) ; 2 Cool 2 B Cool[142] (1999) ; Sodapop[143] (1999) ; Hey You[144] (1999) ; Popcorn[145] (2000) ;
- Søsterhjemmet :
  - Su-su-susa i hodet/Nesten naken[146] (1997) ; Susa i hodet[147] (1997) ; Du få'kke me i seng på denne måten / Kjære morran[148] (1997)
- Wannskrækk :
  - Wannskrækk 12"[149] (1982) ; Riff – Wannskrækk 1980–85[150] (1992) ;

#### Pour le compte d'institutionnels
- Beat : A Beat Generation[151] (1986)

- The Record Collection : More Music 2[152] (1994)

- Egmont : 
  - Det beste av norsk musikk 1994–1998[153] (1998) ;Serieforlaget : Barnas feriefavoritter (2011)
- EVA Records : Absolute jul[154] (2000)
- Forente Trøndere : Trønder (2018)
- Melodi Grand Prix Junior :
  - MGP jr. 2005[155] (2005) ; MGP jr. 2007[156] (2007) ; MGP jr. 2008[157] (2008) ; MGP jr. 2010[158] (2010) ; MGP jr. 2011[159] (2011) ; MGP jr. 2014[160] (2014)
- Melodi Grand Prix Nordic 2008 : MGP Nordic 2008[161] (2008)
- No! Records : Trondhjæmm Råråkk No One![162] (2014)
- NorDisc : 40 norske ballader[163] (1992)
- Norsk Rekord : Keep the Dream Alive (2008)
- Norske Gram : Spæll mæ![164] (2001)
- Norske sleivspark : Norske sleivspark[165] (1994)
- Oh No! : Mannen som elsket Yngve[166] (2008)
- Philips : Ungdommens Radioavis Rockemønstring[167] (1982)
- Posten : Postens sommerkassett: Raymon og den forsvunne hverdagen[168] (1990)
- Alf Prøysen-hyllest : Med blanke ark[169] (1994)
- Raga Rockers-hyllest : Sannhet på boks – en hyllest til Raga Rockers[170] (2015)
- Revolution Records : Mini kassetten '91 – Æ længte hjæm[171] (1991)
- Ringnes Records : Ringnes 2003[172] (2003)
- Rock Furore : Rock Furore CD11[173] (1994)
- Aleksandr Nikitin-hyllest: Bellona Unplugged – A Tribute to Aleksandr Nikitin[174] (1997)
- Sony Music : Fotballhits[175] (2010)
- Sorgenfri : The Last Waltz[176] (2015)
- Skrythals : Den nye revyvisa (2013)[177]
- TVNorge : Heia Tufte![178] (2005)
- Uhu! : Uhu! Vol. 2[179] (2002)
- Unidisc : Norsk musikk i 100 – Populærmusikk i Norge 1905–2005[180] (2005)
- Universal Music/NRK/VG : Tusenårslåta[181] (2000)
- Vikåsen skole: Vikåsen skole 2006[182] (2006)
- Virgin/EMI : Moderne ballader & vakre viser[183] (2002)
- Henrik Wergeland : Henrik Wergeland: I børnekammeret[184] (2005)